# Tony Ramoin
Tony Ramoin (* 23. Dezember 1988 in Cannes) ist ein ehemaliger französischer Snowboarder. Er startete in der Disziplin Snowboardcross.

## Werdegang
Ramoin hatte seinen ersten internationalen Erfolg beim European Youth Olympic Festival 2005 in Monthey. Dort gewann er die Bronzemedaille. Im April 2005 holte er bei den Snowboard-Juniorenweltmeisterschaften 2005 in Zermatt die Goldmedaille. Sein erstes Weltcuprennen fuhr er im September 2005 in Valle Nevado, welches er auf dem 49. Rang beendete. Bei den Snowboard-Juniorenweltmeisterschaften 2008 in Chiesa in Valmalenco holte er die Bronzemedaille. In der Saison 2009/10 erreichte er in Bad Gastein mit dem fünften Platz seine erste Top-Zehn-Platzierung im Weltcup. Bei seiner ersten Olympiateilnahme 2010 in Vancouver holte er die Bronzemedaille. Im folgenden Jahr belegte er bei den Snowboard-Weltmeisterschaften 2011 in La Molina den 27. Rang. In der Saison 2011/12, die er auf dem neunten Rang im Snowboardcross-Weltcup beendete, erreichte er in Chiesa in Valmalenco mit dem dritten Platz seine erste und bisher einzige Weltcuppodestplatzierung. Bei den Snowboard-Weltmeisterschaften 2013 in Stoneham wurde er Neunter. Bei den Olympischen Winterspielen 2014 in Sotschi errang er den 17. Platz. Im Januar 2015 kam er bei den Snowboard-Weltmeisterschaften am Kreischberg auf den 23. Rang. Seinen letzten Weltcup absolvierte er im März 2016 in Baqueira-Beret, welchen er auf dem 33. Platz beendete.
Ramoin nahm an 54 Weltcuprennen teil und kam dabei fünf Mal unter den ersten Zehn. 2008 wurde er französischer Meister im Snowboardcross.

## Teilnahmen an Weltmeisterschaften und Olympischen Winterspielen

### Olympische Winterspiele
- 2010 Vancouver: 3. Platz Snowboardcross
- 2014 Sotschi: 17. Platz Snowboardcross

### Snowboard-Weltmeisterschaften
- 2011 La Molina: 27. Platz Snowboardcross
- 2013 Stoneham: 9. Platz Snowboardcross
- 2015 Kreischberg: 23. Platz Snowboardcross

## Weltcup-Gesamtplatzierungen
| Saison  | Snowboardcross-Weltcup | Snowboardcross-Weltcup |
| Saison  | Punkte                 | Platz                  |
| ------- | ---------------------- | ---------------------- |
| 2005/06 | 64                     | 58.                    |
| 2006/07 | 185                    | 37.                    |
| 2007/08 | 58                     | 67.                    |
| 2008/09 | 68                     | 67.                    |
| 2009/10 | 889                    | 23.                    |
| 2010/11 | 788                    | 22.                    |
| 2011/12 | 1995                   | 9.                     |
| 2012/13 | 328                    | 39.                    |
| 2013/14 | 550                    | 28.                    |
| 2014/15 | 53                     | 49.                    |
| 2015/16 | 628,90                 | 32.                    |